# Aquarius (botanica)
Aquarius Christenh. & Byng, 2018 è un genere di piante acquatiche della famiglia Alismataceae.

## Tassonomia
Il genere comprende le seguenti specie:
- Aquarius bracteatus (Micheli) Christenh. & Byng
- Aquarius cordifolius (L.) Christenh. & Byng
- Aquarius cylindricus (Rataj) Christenh. & Byng
- Aquarius decumbens (Kasselm.) Christenh. & Byng
- Aquarius densinervis (Somogyi) Christenh. & Byng
- Aquarius emersus (Lehtonen) Christenh. & Byng
- Aquarius floribundus (Seub.) Christenh. & Byng
- Aquarius glaucus (Rataj) Christenh. & Byng
- Aquarius grandiflorus (Cham. & Schltdl.) Christenh. & Byng
- Aquarius grisebachii (Small) Christenh. & Byng
- Aquarius horizontalis (Rataj) Christenh. & Byng
- Aquarius inpai (Rataj) Christenh. & Byng
- Aquarius lanceolatus (Rataj) Christenh. & Byng
- Aquarius longipetalus (Micheli) Christenh. & Byng
- Aquarius longiscapus (Arechav.) Christenh. & Byng
- Aquarius macrophyllus (Kunth) Christenh. & Byng
- Aquarius major (Micheli) Christenh. & Byng
- Aquarius palifolius (Nees & Mart.) Christenh. & Byng
- Aquarius paniculatus (Micheli) Christenh. & Byng
- Aquarius pubescens (Mart. ex Schult.f.) Christenh. & Byng
- Aquarius reptilis (Lehtonen) Christenh. & Byng
- Aquarius scaber (Rataj) Christenh. & Byng
- Aquarius subulatus (Mart. ex Schult.f.) Christenh. & Byng
- Aquarius trialatus (Fassett) Christenh. & Byng
- Aquarius tunicatus (Small) Christenh. & Byng
- Aquarius uruguayensis (Arechav.) Christenh. & Byng